# باروز (ایندیانا)
باروز (به انگلیسی: Burrows) یک منطقهٔ مسکونی در ایالات متحده آمریکا است که در شهرستان کرول، ایندیانا واقع شده‌است. باروز ۲۱۳٫۰۶ متر بالاتر از سطح دریا واقع شده‌است.